# Víkingsvöllur
Víkingsvöllur – stadion piłkarski w Reykjavíku, na Islandii. Został otwarty w 2005 roku. Może pomieścić 1100 widzów. Swoje spotkania rozgrywają na nim piłkarze klubu Víkingur.